# Josef Wintjes
Josef „Biby“ Wintjes (* 25. März 1947; † 24. September 1995 in Bottrop) war ein deutscher Alternativzeitschriftenverleger und Versandbuchhändler.

## Leben und Wirken
Noch als Angestellter in der EDV-Abteilung der Firma Krupp gründete er 1969 in Bottrop das Literarische Informationszentrum (ursprünglich: Nonkonformistisches Literarisches Informationszentrum), das er – überwiegend als Einmannbetrieb, zeitweise unterstützt von seiner jeweiligen Ehefrau (war zweimal verheiratet) – bis zu seinem Lebensende führte. Das Literarische Informationszentrum funktionierte als Versand- und Vertriebsstelle für Zeitschriften und Bücher aus der Alternativ- und Gegenkulturszene.
1974 kündigte Wintjes seine Stellung bei Krupp und machte das Literarische Informationszentrum sowie die Herausgabe seiner Zeitschriften zu seiner Haupttätigkeit.
Von 1969 bis 1990 gab er erst monatlich, die längste Zeit dann jedoch zweimonatlich, die Zeitschrift Ulcus Molle Info heraus, die sich als Mitteilungsblatt und Diskussionsforum der literarischen, spirituellen und politischen Gegenkulturszene verstand. Ab 1987 legte Wintjes zudem die ebenfalls zweimonatlich (später vierteljährlich) erscheinende Zeitschrift Impressum vor, die sich in erster Linie der Förderung von Nachwuchsautoren verschrieben hatte und nach seinem Tod von Bruno Runzheimer und Monika Laakes bis Ende 1999 weitergeführt wurde. Daneben stemmte Wintjes auch noch die Herausgabe verschiedener Buchanthologien zur Underground- und Alternativpresse der 1970er Jahre (Szene-Reader 1972 ff.).
Wintjes war mit mehreren später etablierten Autoren bekannt oder befreundet. In Jörg Fausers Roman Rohstoff tritt er als trinkfreudiger Buchhändler unter dem Namen Aldo Moll auf. Er veröffentlichte unter anderem Originalbeiträge in der politisch-satirischen Zeitschrift Der Metzger.
In der sich als alternativ verstehenden Literaturszene der 1970er und 1980er Jahre galt er vielen als Integrationsfigur, bildete Wintjes doch mit seinem Versanddienst eine wichtige Anlaufstelle für ihre Angebote und Nachfragen. Sein umfangreicher Nachlass an Druckerzeugnissen aus dieser Zeit wird im Archiv für Alternativkultur an der Humboldt-Universität zu Berlin verwahrt.
Josef Wintjes war zwei Mal verheiratet und Vater zweier Söhne.